# Eusceptis koehleri
Eusceptis koehleri är en fjärilsart som beskrevs av Todd 1966. Eusceptis koehleri ingår i släktet Eusceptis och familjen nattflyn. Inga underarter finns listade i Catalogue of Life.